# Sankt Paul im Lavanttal
Sankt Paul im Lavanttal (Sloveens: Šent Pavel v Labodski dolini) is een gemeente in het district Wolfsberg in Oost-Karinthië. De ongeveer 3600 inwoners tellende gemeente is ontstaan rond de Sint-Paulus-abdij van de Benedictijnen. Dit klooster werd in 1091 gesticht door de hertogen van Karinthië. Het geldt als een van de belangrijkste en rijkste kloosters in Oostenrijk. Het bezit onder meer het oudste geschrift van het land (5e eeuw), een belangrijke numismatische verzameling, een enorme collectie porselein en daarnaast een schat aan zilver- en goudsmeedkunst alsook kostbare paramenten.

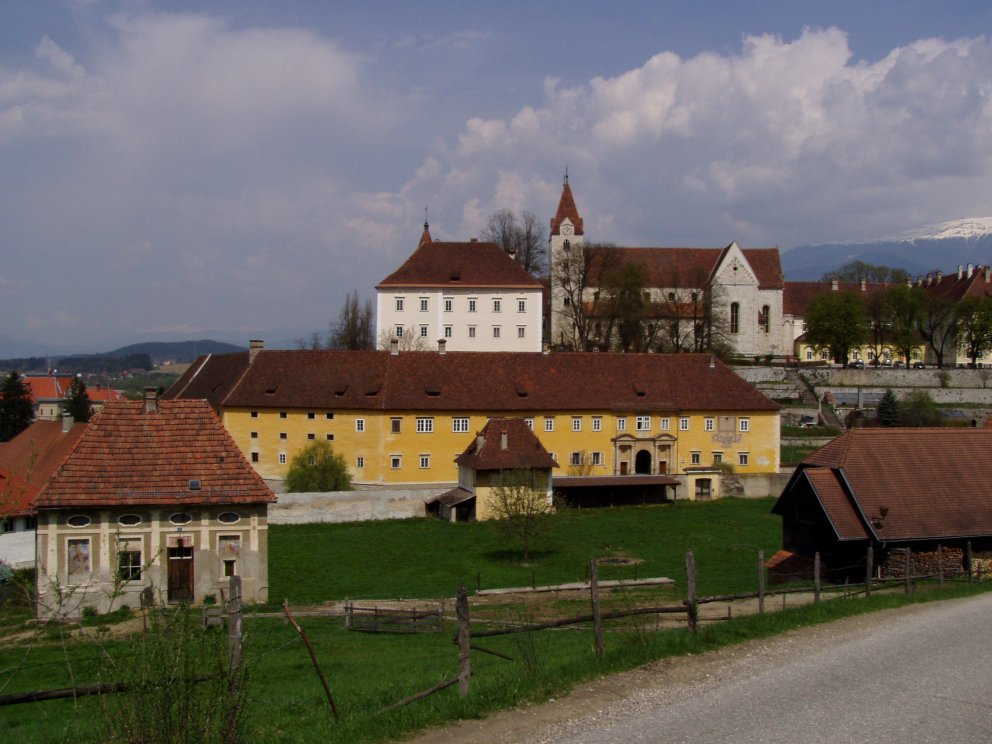
De abdij

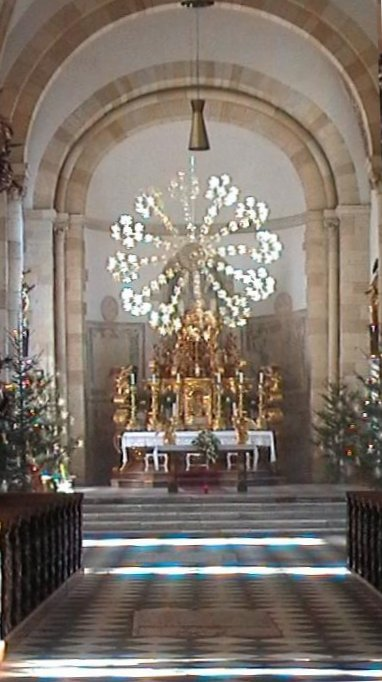
Hoogaltaar

Keer op keer raakte het klooster bij conflicten betrokken. Zo werd het omliggende Sankt Paul door de graven Celje in 1439 en 1442 verwoest, terwijl de Turken in 1476 hun opwachting maakten. Na een problematische 13e en 14e eeuw kwam de abdij weer tot bloei vanaf de 16e eeuw. Er werden zelfs enige tijd plannen gekoesterd de verbouwing en uitbreidingen naar het voorbeeld van het Spaanse Escorial vorm te geven. Dat dit mislukte lag niet aan de ambities van de abten, maar aan de wegens oorlogsbelastingen geheel lege schatkist.

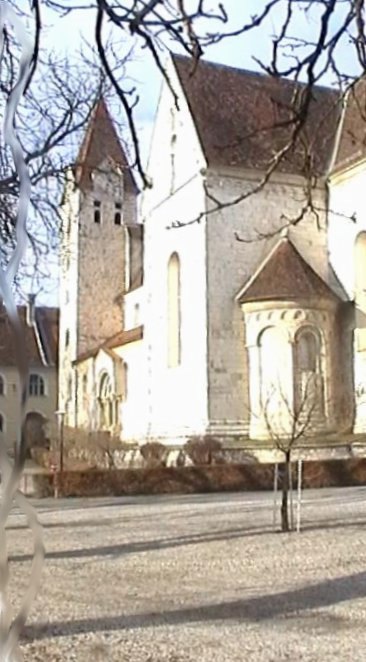
Zijaanzicht abdijkerk

In het kader van de jozefijnse hervormingen werd het klooster in 1787 opgeheven, maar in 1809 trokken alweer nieuwe Benedictijnen in. Tussen 1940 en 1947 was het klooster eveneens opgeheven, deze keer door Adolf Hitler.
Behalve als geestelijk centrum fungeert het ook steeds meer als educatief en cultureel ontmoetingspunt.
In de bijbehorende romaanse kloosterkerk bevinden zich fresco's van de gebroeders Pacher.
Bad Sankt Leonhard im Lavanttal ·
Frantschach-Sankt Gertraud ·
Lavamünd ·
Preitenegg ·
Reichenfels ·
Sankt Andrä ·
Sankt Georgen im Lavanttal ·
Sankt Paul im Lavanttal ·
Wolfsberg
- Gemeinsame Normdatei: 4051617-9
- Library of Congress Control Number: n89653853
- MusicBrainz: 8bef0b9e-ec55-4302-a4da-66583e0e50cc
- Nationale Bibliotheek van Tsjechië: ge584267
- Nationale Bibliotheek van Israël: 987007565004105171
- Virtual International Authority File: 123280540